# 巨亭镇
巨亭镇，是中华人民共和国陕西省汉中市宁强县下辖的一个乡镇级行政单位。

## 行政区划
巨亭镇下辖以下地区：
黑水村、石岭子村、流溪沟村、赵家坎村、小流溪村、桃园子村、何家坝村、马家湾村、巨亭沟村、茅坝子村、罗家垭村、龙岗坝村和鸳鸯池村。